# 녹아웃 (1914년 영화)
녹아웃(The Knockout)은 미국에서 제작된 찰스 애버리 감독의 1914년 영화이다. 찰리 채플린 등이 주연으로 출연하였고 맥 세네트 등이 제작에 참여하였다.

## 출연

### 주연
- 찰리 채플린

### 조연
- 로스코 아버클
- 민타 더피
- 에드가 케네디
- 알 세인트 존
- 행크 만
- 맥 스웨인
- 맥 세네트
- 찰리 체이스
- 에드워드 F. 클라인
- 조 보듀스
- 포드 스터링

## 같이 보기
- 찰리 채플린의 영화 목록